# Mitläufer
Als Mitläufer werden Personen bezeichnet, die sich ohne eigene Überzeugung einer Gruppierung, Bewegung oder Strömung anschließen, ohne sich wirklich zu engagieren. Mit der Wortverwendung ist meist eine negative moralische Bewertung der so charakterisierten Person verbunden.

## Geschichte
Die Bezeichnung ist seit dem 17. Jahrhundert im allgemeinen Sprachgebrauch üblich. Einen entschieden politischen Gebrauch erhielt die Personenbezeichnung nach dem Zweiten Weltkrieg für im „Dritten Reich“ aktive Personen.

### Verwendung nach 1945
Im Verfahren der Entnazifizierung war „Mitläufer“ die vierte von fünf Kategorien, in welche die Betroffenen im Spruchkammerverfahren eingeteilt wurden. Nach Art. V der Kontrollratsdirektive Nr. 38 war Mitläufer, „wer nur als nomineller Parteigänger an der nationalsozialistischen Gewaltherrschaft teilgenommen oder sie unterstützt hat“, insbesondere „wer als Mitglied der NSDAP oder einer ihrer Gliederungen lediglich Mitgliedsbeiträge bezahlt, an Versammlungen, deren Besuch obligatorisch war, teilgenommen oder unbedeutende oder laufende Obliegenheiten, wie sie allen Mitgliedern vorgeschrieben waren, wahrgenommen hat“ oder aber „wer als früherer Angehöriger der Wehrmacht auf Grund seiner Fähigkeiten die Ziele der Alliierten gefährden könnte.“ Mögliche Sühnemaßnahmen gegen Mitläufer waren gem. Art. XI der Direktive Nr. 38 bestimmte Meldeauflagen und Aufenthaltsbeschränkungen, der Verlust des passiven Wahlrechts, bestimmte Einschränkungen der beruflichen Tätigkeit sowie die Auflage von Zahlungen an einen Wiedergutmachungsfonds.
In Österreich wurden die Mitläufer im Zuge der Entnazifizierung offiziell als „Minderbelastete“ bezeichnet.
Die negative Konnotation des Ausdrucks „Mitläufer“ blieb über die Zeit der Entnazifizierung hinaus erhalten. In literarischen oder künstlerischen Werken oder zeitgeschichtlichen Abhandlungen und Essays, die sich mit der Zeit des Nationalsozialismus beschäftigen, wird der Ausdruck zur kritischen Charakterisierung eines offenbar nicht zeitgebundenen Menschentyps gebraucht.

### Heutige Verwendung
Die heutige Verwendung betont vor allem den Gesichtspunkt, dass ein Mitläufer alles passiv geschehen lässt oder einfach mitmacht, ohne dabei für sein Verhalten Rechenschaft abzulegen oder Verantwortung zu übernehmen. Mitläufer werden je nach Situation als harmlos, gedankenlos oder beschränkt eingeschätzt oder negativ als egoistisch, opportunistisch, gesinnungs- oder gewissenlos, verantwortungslos oder unkritisch charakterisiert.
Statt Mitläufer werden auch die Ausdrücke Anhänger, Parteigänger, Sympathisant, Konformist, Opportunist verwendet. Die Bezeichnung „Sympathisant“ betont die ideelle Übereinstimmung einer Person mit anderen Personen oder Gruppen und die Bereitschaft, sich für sie einzusetzen. Sie wurde in jüngster Zeit auch verwendet, um stark negativ wertend Personen zu kennzeichnen, denen einen wohlwollende Haltung oder Unterstützung von militanten oder terroristischen Gruppen unterstellt wird. Mit „Konformist“ wird auf eine Haltung von Personen abgehoben, die aus rationalen Erwägungen sich an bestehende Verhältnisse und herrschende Meinungen und Normen anpassen. Mit „Opportunist“ wird immer negativ wertend der Gesichtspunkt einer schnellen, bedenken- oder skrupellosen Anpassung an die jeweilige Lage aufgrund persönlicher Vorteile oder aus Egoismus betont.

## Mitläufereffekt
Der Mitläufereffekt (auch Musikwagen-Effekt oder Bandwagon-Effekt, der Mensch möchte dort sein, „wo die Musik spielt“) ist ein Kommunikationseffekt, der beschreibt, dass Menschen ihr Verhalten am von ihnen wahrgenommenen Umfeld ausrichten. Der Effekt wurde von Paul Felix Lazarsfeld in die Wissenschaft eingeführt. Er unterscheidet sich stark vom Netzwerkeffekt, da ein gemeinsamer Nutzen nicht das Ziel ist. Ein Beispiel für den Mitläufereffekt ist der bei Konsumenten zu beobachtende Preiseffekt. Besonders Menschen, die Teil eines Kollektivs sein möchten, richten ihr Verhalten – ggf. unbewusst – nach dem Mitläufereffekt aus. Der Effekt ist daher in Nationen mit kollektivistischer Gesellschaft meist deutlich stärker verbreitet als in individualistischen Gesellschaften.
Das ergänzende Gegenstück zum Musikwagen-Effekt ist die Schweigespirale, die die Nicht-Mitläufer betrachtet. Die Schweigespirale entsteht auf Grund des Mitläufer-Effektes, denn diejenigen, die eine gegensätzliche Meinung vertreten, beschließen laut Theorie zu schweigen, statt ihre Meinung öffentlich kundzutun.
Eine mögliche Ursache ist der Looking glass effect (Spiegelbildeffekt). Dieser besagt, dass Personen sich durch eine (vermutete) Bewertung anderer entwickeln.